# باکنل، آکسفوردشر
باکنل (به انگلیسی: Bucknell) یک محله مدنی و روستا در بریتانیا است که در چرول واقع شده‌است. باکنل ۸٫۵۰ کیلومتر مربع مساحت و ۲۶۰ نفر جمعیت دارد.